# Donndorf (Roßleben-Wiehe)
Donndorf – dzielnica miasta Roßleben-Wiehe w Niemczech, w kraju związkowym Turyngia, w powiecie Kyffhäuser. Do 31 grudnia 2018 samodzielna gmina, której niektóre zadania administracyjne realizowane były przez ówczesne miasto Wiehe, pełniące rolę "gminy realizującej" (niem. erfüllende Gemeinde)..